# Sacred Bones Records
Sacred Bones Records es una compañía discográfica independiente estadounidense fundada en el 2007 por Caleb Braaten. La discográfica se basa en distintas culturas, desde la escena underground, hasta la subcultura gótica. también enfocando en el rock y en el punk, al igual que en el experimental y el indie rock.
En la discográfica también se encuentran materiales musicales del actor y director americano: David Lynch.
En el 2011 la revista británica The Wire describió a Sacred Bones Records como una de "las mejores discográficas en los recientes años" [cita requerida]

## Historia

### Desarrollo empresarial
La discográfica fue fundada en 2007 por Caleb Braaten, después de conocer a un empleado de una tienda de discos que desea editar un single para sus amigos de la banda de post-punk The Hunt. El sello luego creció para incluir alrededor de cincuenta artistas, incluidos Blank Dogs, Moon Duo, Psychic Ills, Marissa Nadler, The Men, John Carpenter y el actor y director David Lynch.
La obra de arte de las creaciones de Sacred Bones se caracteriza por una fuerte identidad visual basada en un modelo único. Primero, en la parte superior izquierda está el logo de la etiqueta (un triángulo negro rodeado por un uroboros). Frente al logotipo está el nombre del artista y el álbum, así como la lista de pistas. Una ilustración que ocupa los dos tercios inferiores del disco. La contraportada no contiene nada más que el logotipo de la etiqueta.
Otra particularidad del sello es la virtual ausencia de promoción en sus lanzamientos, así como un sitio web minimalista.
Aunque generalmente indie rock, las producciones del sello son eclécticas: folk, punk rock, noise rock, post-punk etc. Algo que tienen en común algunas de las producciones del sello son las atmósferas oscuras, industriales y sofisticadas, así como el gusto por la música experimental.
En 2011, la revista  Billboard  clasificó a Sacred Bones entre las cincuenta principales discográficas independientes estadounidenses.

### Catálogo
Los primeros grupos firmados por Sacred Bones son The Hunt, cuyo sencillo One Thousand Nights es la primera referencia del sello, y del grupo Blank Dogs. En 2013 Sacred Bones celebra el lanzamiento de su álbum número 200, el álbum The Hunt Begins del grupo The Hunt. En 2012, Sacred Bones reeditó la banda sonora de la película  Eraserhead  de David Lynch. El cineasta es uno de los héroes del fundador de Sacred Bones.
Bandas o artistas que grabaron para Sacred Bones:
| - Amen Dunes - Blanck Mass - Blank Dogs - Black Marble - The Bitters - Caleb Landry Jones - John Carpenter - Case Studies - Children's Hospital - Crystal Stills - Cult of Youth - Daily Void - David Lynch - Dead Luke | - Destructión Unit - Dream Police - Effi Briest - Factums - Föllakzoid - The Fresh & Onlys - Gary War - His Electro Blue Voice - Human Eye - The Holydrug Couple - Hunchback - The Hunt - Institute - Jenny Hval | - Led Er East - Lust for Youth - Marissa Nadler - Max Elliott - Medication - The Men - Molchat Doma - Moon Duo - Naked on the Vague - Nerve City - Nice Face - Pharmakon - The Pink Noise - Pop. 1280 - Prolife | - Psychic Ills - The Rebel - Slug Guts - The Soft Moon - Spirit Photography - Timmy's Organism - Vermillion Sands - Woods - Vår - Wymond Miles - Zola Jesus |

Grupos o artistas reeditados por Sacred Bones:
- 13th Chime
- Carl Simmons
- Cultural Decay
- Trop Tard
- UV Pop
- Vex